# Marco Bakker
Jacob Marinus (Jaap) Bakker (Beverwijk, 8 februari 1938), vooral bekend onder de artiestennaam Marco Bakker, is een Nederlands operazanger en radiopresentator.

## Biografie
In 1963 was hij de zanger van het nummer Drie schuintamboers, dat op de B-kant stond van het grammofoonplaatje Katootje uit de tv-show van Wim Sonneveld (uitgevoerd door zijn solisten).
Na zijn opleiding aan het conservatorium in Amsterdam maakte hij in 1965 zijn debuut met de voor hem geschreven opera De droom op het Holland Festival. Zijn eerste grote tournee vond plaats in 1973 in de Verenigde Staten, waar hij 18 concerten gaf. In Nederland is Marco Bakker vooral bekend van zijn tv- en radio-optredens en in het bijzonder van zijn nieuwjaarsconcerten. Midden jaren 60 trad hij met Jenny Arean op in televisiemusicals. Bij het grote publiek werd hij in 1974 pas echt bekend met het door de TROS uitgezonden Muziek uit Duizenden. Ook speelde hij een rol in de Theo en Thea-film Theo en Thea en de ontmaskering van het tenenkaasimperium en in de aflevering Medium raar van Flodder.
Bakker kreeg, na een eerder huwelijk met Patricia Madden, eind jaren 70 een relatie met  actrice Willeke van Ammelrooy, met wie hij in 1989 huwde.
Eind oktober 1997 kwam hij in het nieuws doordat hij onder invloed van alcohol een ongeval veroorzaakt had op het parkeerdek van de Amsterdam ArenA. Hierbij kwam de 38-jarige Arja Mesker-de Groot om het leven. Hij werd hiervoor in 1998 veroordeeld. Hij raakte een jaar zijn rijbewijs kwijt en kreeg de keuze tussen een celstraf van een half jaar of 240 uur dienstverlening. Dit had negatieve gevolgen voor zijn imago en carrière.
Marco Bakker presenteerde een licht-klassiek radioprogramma op zondagochtend bij de regionale omroep Radio M Utrecht. Wegens het grote succes in 2008 maakte Bakker opnieuw een theatertournee door heel Nederland met "De 3 Baritons" (Henk Poort, Ernst Daniël Smid, Marco Bakker) die in december 2009 van start ging en afsloot in Koninklijk Theater Carré in maart 2010.
In 2023 nam de artiest deel aan het televisieprogramma Beste Zangers.

### Trivia
- Bakker heeft voor de animatieserie Mire Bala Kale Hin (2005) de stem ingesproken van Verteller.
- Bakker heeft voor de animatiefilm Brave (2012) de stem ingesproken van Heer Macintosh.

## Discografie
Hieronder volgt de (incomplete) discografie van Marco Bakker:

### Albums
- 1973: Kerstmis, met Mieke Telkamp en het Kinderkoor De Denneboompjes
- 1974: Rosen für dich
- 1974: Way down upon the swanee river
- 1975: Muziek uit de duizenden
- 1976: Mein Liebeslied muss ein Walzer sein = Liebe, du Himmel auf Erden, met Christina Deutekom
- 1976:  Marco Bakker in Italië
- 1976:  The holy city
- 1977: Abide with me
- 1977: Muziek uit de duizenden 2
- 1978: ... zingen Johann Strauss jr., met Anneliese Rothenberger
- 1978: Gouden operette gala
- 1979: Ik zing van Holland
- 1980: ... zingen Operettemelodieën van Lehár, Kálmán, Strauss jr., Millöcker, met Christina Deutekom
- 1981: Ich träum' auf deinem Kissen
- 1981: Die großen Schlager des deutschen Tonfilms
- 1981: Zingt romantische sfeersongs
- 1982: Grootste successen
- 1982: Collection
- 1984: Roses for a blue lady
- 1984: Spiegelingen
- 1987: Opus
- 1989: Kerstliederen, met het Mannenkoor Edoza
- 1991: Tour d'Europe
- 1991: Some Enchanted Evening, met de Gemengde Zangvereniging St. Petrus & St. Cecilia o.l.v Frenk Rouschop
- 1995: Drie baritons, met Henk Poort en Ernst Daniël Smid (De 3 Baritons)
- 1996: Dreaming of a white Christmas, met het Mastreechter Staar
- 1996: Musical lovesongs
- 2000: Duetten
- 2002: Songs of spirit, met Loek van der Leeden, André de Jager en Margaret Roest
- 2006: Cats: Hoogtepunten uit de Nederlandse cast versie 2006-2007, met
- 2010: Marco Bakker Zingt Robert Stolz In Wenen
- 2022: SPRING levend samen met het orkest The New Symphonics o.l.v. Maurice Luttikhuis

### Ep's
- 1981: Eine ganze Nacht
- ?: Les pecheurs des perles - De parelvissers (Hoogtepunten)

### Singles
- 1970: I believe, met Charles Holland
- 1970: The holy city (Tipparade)
- 1971: The christmas song
- 1979: Mary's boy child
- 1981: Eine ganze Nacht
- 1981: Sharazan
- 1982: We'll put the world together again, met Toni Willé
- 1984: Mary in de morgen
- 1984: Verslingerd aan jou
- 1986: Albatros
- 1987: Who is Sylvia?
- 1987: Goodbye my love
- 1991: Medley (een op de A- en een op de B-kant)

- Bibliothèque nationale de France: cb165086609 (data)
- Gemeinsame Normdatei: 132306964
- International Standard Name Identifier: 0000 0001 1948 2650
- Library of Congress Control Number: n95065526
- MusicBrainz: 495dede5-29cf-41fa-8467-ab73e624e84a
- Nederlandse Thesaurus van Auteursnamen: 070759111
- Système universitaire de documentation: 162541759
- Virtual International Authority File: 33707300
- WorldCat: E39PBJdgWK7fDc8KQjK6FD4cyd